# Берта Карлик
Берта Карлик (на немски: Berta Karlik) е австрийска физичка. Работи във Виенския университет, където става първата жена-професор в институцията. Най-важното ѝ откритие са три изотопа на елемента „астатий“.

## Биография

### Произход и образование
Берта Карлик е родена във Виена, в семейство от висшата класа. Основното си образование получава у дома си. Научава се да свири на пиано и да говори френски, холандски и английски език. От 1919 до 1923 г. учи в реална гимназия и след като се дипломира през 1923 г., е приета за редовен студент във Философския факултет към Виенския университет, където учи до 1928 г., когато получава научната степен „доктор“. След това приема позицията на преподавател в реална гимназия във Виена.

### Старт в науката
През 1930 г. Карлик си намира работа в лаборатория, ръководена от Уилям Браг в Лондон. Там тя работи по кристалографията и използва рентгенови лъчи за изследване на структурата на кристали. Ели Кнагс и Хелън Гилчрист отбелязват, че познаване радиоелектрониката привлича вниманието на Карлик. Тя сформира група с тези две жени и посещава лабораторията на Мария Кюри в Париж.
Карлик поддържа редовна кореспонденция с други известни физици като Мария Кюри, Елън Гледицш и Ева Ресмтедт, двама от изследователите на Кюри, както и Лиза Майтнер, която е съвсем близо до живота на Карлик. През целия си живот тя се среща с Майтнер, който работи с екипа, изучавал ядреното делене.

### Изследователска дейност
След като учи в Париж и Лондон, през 1831 г. тя започва работа в Института по изследване на радиация във Виена. От 1937 г. ѝ е позволено да дава лекции. Постепенно напредва в изградената йерархия на института.
Едновременно с това, Карлик се присъединява към група за изследване на морската вода, начело с шведския физик Ханс Петерсон. Смесването на знания по океанография и радиоактивност, помага на Карлик да достигне до биологичния въпроса за замърсяването на морска вода от урана.
По време на Втората световна война тя прави своето най-важното откритие, че елементът „астатий“ е продукт на естествен разпад. Основната употреба на астатия е в радиотерапия за убиването на раковите клетки. Благодарение на това откритие, през 1947 г. Карлик е наградена с Наградата по химия „Хайтингер“ от Австрийската академия на науките.
Тя става временен директор на института през 1945 г. и официално през 1947 г. при откриването на наличието на астатий. През 1956 г. Берта Карлик става първата жена, която пълен професор („ordentliche Professur“) във Виенския университет. Пенсионира се през 1973 г., но работи в института до смъртта си през 1990 г.

## Публикации
- „An Alpha-Radiation Ascribed to Element 85“, S.B.Akad. Wiss. Wien, 152:Abt. IIa (Nos. 6 – 10) 103 – 110(1943), в съавторство с T. Bernert.
- „Element 85 in the Natural Disintegration Series“, Z. Phys., 123: (Nos. 1 – 2) 51 – 72 (1944), в съавторство с T. Bernert.
- „Uranium Content of Seawater“, Akad. Wiss. Wien, Ber, 144:2a (Nos.5 – 6) 217 – 225 (1935), в съавторство с F. Hernegger.

|  | Тази страница частично или изцяло представлява превод на страницата Berta Karlic в Уикипедия на английски. Оригиналният текст, както и този превод, са защитени от Лиценза „Криейтив Комънс – Признание – Споделяне на споделеното“, а за съдържание, създадено преди юни 2009 година – от Лиценза за свободна документация на ГНУ. Прегледайте историята на редакциите на оригиналната страница, както и на преводната страница, за да видите списъка на съавторите. ВАЖНО: Този шаблон се отнася единствено до авторските права върху съдържанието на статията. Добавянето му не отменя изискването да се посочват конкретни източници на твърденията, които да бъдат благонадеждни. |